# 新獣脚類
新獣脚類（しんじゅうきゃくるい、Neotheropoda）は、獣脚類に属する恐竜の一群である。

## 定義
コエロフィシスとより進歩的な獣脚類を含む恐竜の系統群である。
新獣脚類は1986年にロバート・バッカーにより命名された分類群で、比較的進歩的な獣脚類の分類群であるケラトサウルス類とテタヌラ類が含まれている。しかし後の研究者により広い範囲の分類群に適用されている。1998年、ポール・セレノにより初めてクレードとして定義され、コエロフィシスと現生鳥類の直近の共通祖先とその全ての子孫（コエロフィシス＋現生鳥類）となり、最も原始的ないくつかの種を除く属ほとんどの獣脚類がこれに含まれる。

## 参照
1. ↑  幸光, 冨田; 孝亘, 對比地; 春生, 三枝; 直樹, 池上; 廉, 平山; 英夫, 仲谷 (2020). “恐竜類の分岐分類におけるクレード名の和訳について”. 化石 108:  23–35. doi:10.14825/kaseki.108.0_23.
2. ↑  Bakker, R.T. 1986. The Dinosaur Heresies. William Morrow, New York. 481 pp.
3. ↑  Sereno, 1998. A rationale for phylogenetic definitions, with application to the higher-level taxonomy of Dinosauria. Neues Jahrbuch für Geologie und Paläontologie Abhandlungen. 210, 41-83.